# Lijst van rivieren in Zuid-Afrika

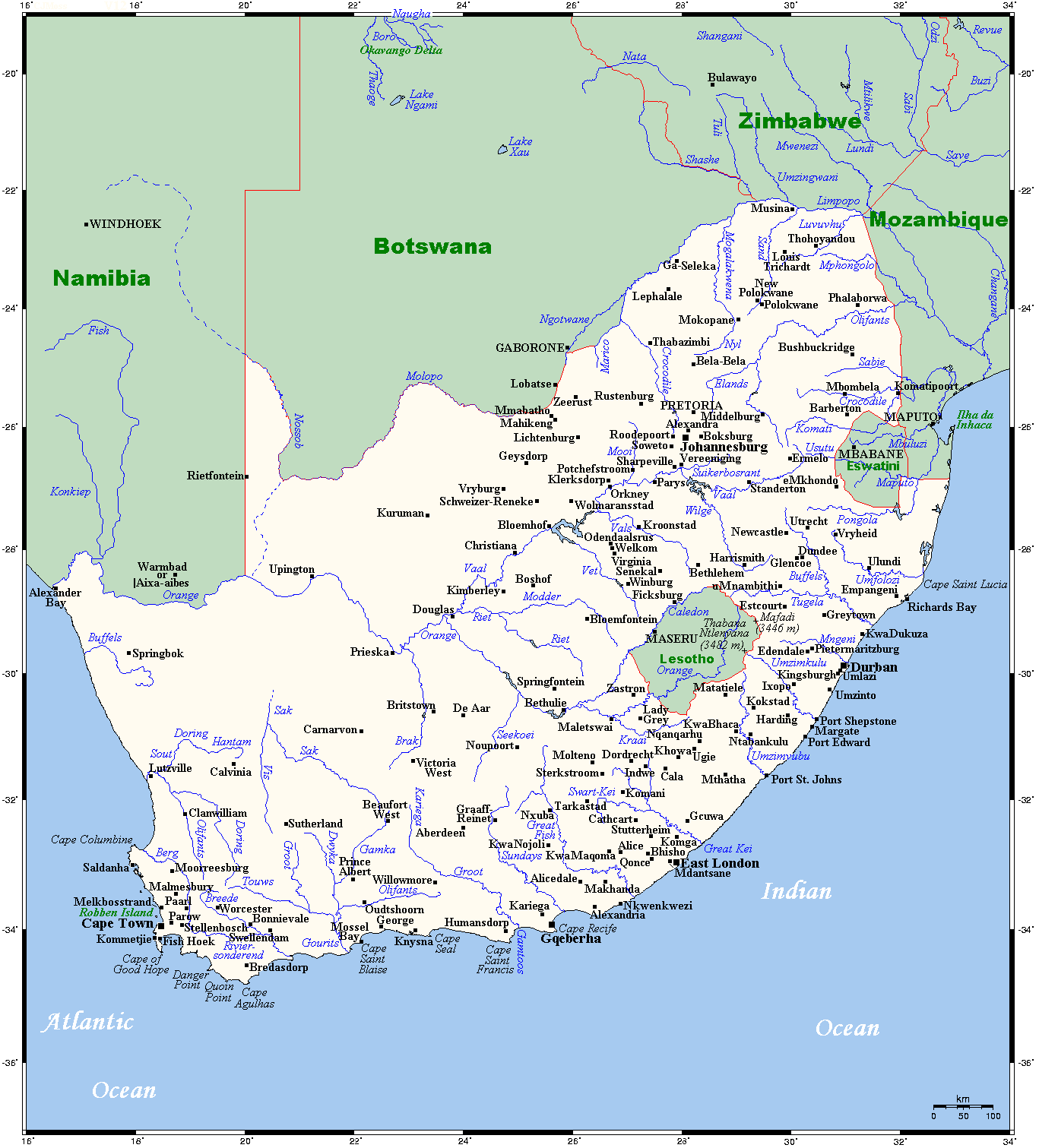
Kaart van Zuid-Afrika.

Deze lijst van rivieren in Zuid-Afrika bevat de belangrijkste rivieren en zijrivieren in Zuid-Afrika op basis van lengte (meer dan 300 km) en/of stroomgebied (meer dan 10.000 km²).

## Belangrijkste rivieren van Zuid-Afrika
| Rivieren in Zuid-Afrika | Rivieren in Zuid-Afrika | Rivier (of zijrivier)                     | Rivier (of zijrivier)                         | Rivier (of zijrivier)                         | Rivier (of zijrivier)                         | Rivier (of zijrivier)                         | Rivier (of zijrivier)                         | Lengte (km) | Stroomgebied (km²) | Debiet (m³/s) | Uitmondend in:     | Provincies                              | Andere landen                |
| ----------------------- | ----------------------- | ----------------------------------------- | --------------------------------------------- | --------------------------------------------- | --------------------------------------------- | --------------------------------------------- | --------------------------------------------- | ----------- | ------------------ | ------------- | ------------------ | --------------------------------------- | ---------------------------- |
| 01                      | 01                      | Oranjerivier (ook wel Groot, of Gariep)   | Oranjerivier (ook wel Groot, of Gariep)       | Oranjerivier (ook wel Groot, of Gariep)       | Oranjerivier (ook wel Groot, of Gariep)       | Oranjerivier (ook wel Groot, of Gariep)       | Oranjerivier (ook wel Groot, of Gariep)       | (2.090)     | (973.000)          |               | Atlantische Oceaan | Noord-Kaap Vrijstaat                    | Lesotho Namibië              |
| -                       | 04                      | -                                         | Molopo (fluctuerend)                          | Molopo (fluctuerend)                          | Molopo (fluctuerend)                          | Molopo (fluctuerend)                          | Molopo (fluctuerend)                          | 960         | -                  | -             | Oranjerivier       | Noordwest                               | Botswana                     |
| -                       | 05                      | -                                         | -                                             | Nossobrivier (fluctuerend)                    | Nossobrivier (fluctuerend)                    | Nossobrivier (fluctuerend)                    | Nossobrivier (fluctuerend)                    | (740)       | -                  | -             | Moloporivier       | Noord-Kaap                              | Botswana Namibië             |
| -                       | ?                       | -                                         | Brakrivier                                    | Brakrivier                                    | Brakrivier                                    | Brakrivier                                    | Brakrivier                                    |             | -                  | -             | Oranjerivier       | West-Kaap                               | -                            |
| -                       | 03                      | -                                         | Vaalrivier                                    | Vaalrivier                                    | Vaalrivier                                    | Vaalrivier                                    | Vaalrivier                                    | 1.120       | 196.438            | 125           | Oranjerivier       | Vrijstaat Gauteng Noord-Kaap Mpumalanga | -                            |
| -                       | 13                      | -                                         | -                                             | Hartsrivier                                   | Hartsrivier                                   | Hartsrivier                                   | Hartsrivier                                   | 320         | -                  | -             | Vaalrivier         | Noordwest                               | -                            |
| -                       | 14                      | -                                         | -                                             | Rietrivier (Vrijstaat)                        | Rietrivier (Vrijstaat)                        | Rietrivier (Vrijstaat)                        | Rietrivier (Vrijstaat)                        | 300         | -                  | -             | Vaalrivier         | Vrijstaat                               | -                            |
| -                       | ?                       | -                                         | -                                             | -                                             | Modderrivier                                  | Modderrivier                                  | Modderrivier                                  |             | -                  | -             | Rietrivier         | Noord-Kaap Vrijstaat                    | -                            |
| -                       | ?                       | -                                         | -                                             | Vetrivier                                     | Vetrivier                                     | Vetrivier                                     | Vetrivier                                     |             | -                  | -             | Vaalrivier         | Vrijstaat                               | -                            |
| -                       | 20                      | -                                         | -                                             | -                                             | Sandrivier                                    | Sandrivier                                    | Sandrivier                                    | 200         | -                  | -             | Vetrivier          | Vrijstaat                               | -                            |
| -                       | ?                       | -                                         | -                                             | Valsrivier                                    | Valsrivier                                    | Valsrivier                                    | Valsrivier                                    |             | 7.870              | -             | Vaalrivier         | Vrijstaat                               | -                            |
| -                       | ?                       | -                                         | -                                             | Mooirivier                                    | Mooirivier                                    | Mooirivier                                    | Mooirivier                                    |             | -                  | -             | Vaalrivier         | Noordwest                               | -                            |
| -                       | ?                       | -                                         | -                                             | Wilgerivier                                   | Wilgerivier                                   | Wilgerivier                                   | Wilgerivier                                   |             | -                  | -             | Vaalrivier         | Vrijstaat                               | -                            |
| -                       | 11*                     | -                                         | Caledonrivier                                 | Caledonrivier                                 | Caledonrivier                                 | Caledonrivier                                 | Caledonrivier                                 | 480         | -                  | -             | Oranjerivier       | Vrijstaat                               | Lesotho                      |
| 09                      | 16                      | Olifantsrivier (West-Kaap - Kleine Karoo) | Olifantsrivier (West-Kaap - Kleine Karoo)     | Olifantsrivier (West-Kaap - Kleine Karoo)     | Olifantsrivier (West-Kaap - Kleine Karoo)     | Olifantsrivier (West-Kaap - Kleine Karoo)     | Olifantsrivier (West-Kaap - Kleine Karoo)     | 285         |                    |               | Atlantische Oceaan | West-Kaap                               | -                            |
| 08                      | 15                      | Bergrivier (of Great Berg)                | Bergrivier (of Great Berg)                    | Bergrivier (of Great Berg)                    | Bergrivier (of Great Berg)                    | Bergrivier (of Great Berg)                    | Bergrivier (of Great Berg)                    | 294         | 7.715              |               | Atlantische Oceaan | West-Kaap                               | -                            |
| 07                      | 12                      | Breederivier (of Breë)                    | Breederivier (of Breë)                        | Breederivier (of Breë)                        | Breederivier (of Breë)                        | Breederivier (of Breë)                        | Breederivier (of Breë)                        | 337         | 12.384             |               | Indische Oceaan    | West-Kaap                               | -                            |
| 06                      | 11*                     | Gouritsrivier                             | Gouritsrivier                                 | Gouritsrivier                                 | Gouritsrivier                                 | Gouritsrivier                                 | Gouritsrivier                                 | 416         | 45.715             |               | Indische Oceaan    | West-Kaap                               | -                            |
| -                       | ?                       | -                                         | Grootrivier (Oost-Kaap)                       | Grootrivier (Oost-Kaap)                       | Grootrivier (Oost-Kaap)                       | Grootrivier (Oost-Kaap)                       | Grootrivier (Oost-Kaap)                       |             |                    |               | Gouritsrivier      | Oost-Kaap                               | -                            |
| -                       | ?                       | -                                         | Gamkarivier                                   | Gamkarivier                                   | Gamkarivier                                   | Gamkarivier                                   | Gamkarivier                                   |             |                    |               | Gouritsrivier      | West-Kaap                               | -                            |
| 02                      | 06                      | Gamtoosrivier                             | Gamtoosrivier                                 | Gamtoosrivier                                 | Gamtoosrivier                                 | Gamtoosrivier                                 | Gamtoosrivier                                 | 645         | 34.635             |               | Indische Oceaan    | Oost-Kaap                               | -                            |
| ?                       | ?                       | Grootrivier (Oost-Kaap)                   | Grootrivier (Oost-Kaap)                       | Grootrivier (Oost-Kaap)                       | Grootrivier (Oost-Kaap)                       | Grootrivier (Oost-Kaap)                       | Grootrivier (Oost-Kaap)                       |             |                    |               | Indische Oceaan    | Oost-Kaap                               | -                            |
| 10                      | 17                      | Sundaysrivier                             | Sundaysrivier                                 | Sundaysrivier                                 | Sundaysrivier                                 | Sundaysrivier                                 | Sundaysrivier                                 | 250         |                    |               | Indische Oceaan    | Oost-Kaap                               | -                            |
| 03                      | 07                      | Great Fishrivier (of Fish)                | Great Fishrivier (of Fish)                    | Great Fishrivier (of Fish)                    | Great Fishrivier (of Fish)                    | Great Fishrivier (of Fish)                    | Great Fishrivier (of Fish)                    | 644         |                    |               | Indische Oceaan    | Oost-Kaap                               | -                            |
| 04                      | 09                      | Groot-Kei (rivier) (of Keirivier)         | Groot-Kei (rivier) (of Keirivier)             | Groot-Kei (rivier) (of Keirivier)             | Groot-Kei (rivier) (of Keirivier)             | Groot-Kei (rivier) (of Keirivier)             | Groot-Kei (rivier) (of Keirivier)             | 520         | 20.566             |               | Indische Oceaan    | Oost-Kaap                               | -                            |
| 11                      | 17*                     | Mzimvuburivier (of Umzimvubu)             | Mzimvuburivier (of Umzimvubu)                 | Mzimvuburivier (of Umzimvubu)                 | Mzimvuburivier (of Umzimvubu)                 | Mzimvuburivier (of Umzimvubu)                 | Mzimvuburivier (of Umzimvubu)                 | 250         | 19.853             |               | Indische Oceaan    | Oost-Kaap                               | -                            |
| ?                       | ?                       | Umzimkulurivier (of Mzimkulu)             | Umzimkulurivier (of Mzimkulu)                 | Umzimkulurivier (of Mzimkulu)                 | Umzimkulurivier (of Mzimkulu)                 | Umzimkulurivier (of Mzimkulu)                 | Umzimkulurivier (of Mzimkulu)                 |             |                    |               | Indische Oceaan    | KwaZoeloe-Natal                         | -                            |
| 12                      | 18                      | Mngenirivier (of Mgeni)                   | Mngenirivier (of Mgeni)                       | Mngenirivier (of Mgeni)                       | Mngenirivier (of Mgeni)                       | Mngenirivier (of Mgeni)                       | Mngenirivier (of Mgeni)                       | 232         | 4.432              |               | Indische Oceaan    | KwaZoeloe-Natal                         | -                            |
| -                       | ?                       | -                                         | Msunduzirivier (of Duzi)                      | Msunduzirivier (of Duzi)                      | Msunduzirivier (of Duzi)                      | Msunduzirivier (of Duzi)                      | Msunduzirivier (of Duzi)                      |             |                    |               | Mngenirivier       | KwaZoeloe-Natal                         | -                            |
| 05                      | 10                      | Tugelarivier                              | Tugelarivier                                  | Tugelarivier                                  | Tugelarivier                                  | Tugelarivier                                  | Tugelarivier                                  | 502         | 29.100             |               | Indische Oceaan    | KwaZoeloe-Natal                         | -                            |
| ?                       | ?                       | Umfolozirivier (of Mfolozi)               | Umfolozirivier (of Mfolozi)                   | Umfolozirivier (of Mfolozi)                   | Umfolozirivier (of Mfolozi)                   | Umfolozirivier (of Mfolozi)                   | Umfolozirivier (of Mfolozi)                   |             |                    |               | Indische Oceaan    | KwaZoeloe-Natal                         | -                            |
| ex                      | ?                       | Maputorivier (of Great Usutu)             | Maputorivier (of Great Usutu)                 | Maputorivier (of Great Usutu)                 | Maputorivier (of Great Usutu)                 | Maputorivier (of Great Usutu)                 | Maputorivier (of Great Usutu)                 |             | 29.970             |               | Indische Oceaan    | KwaZoeloe-Natal                         | Mozambique Swaziland         |
| -                       | 14*                     | -                                         | Pongolarivier (of Phongolo)                   | Pongolarivier (of Phongolo)                   | Pongolarivier (of Phongolo)                   | Pongolarivier (of Phongolo)                   | Pongolarivier (of Phongolo)                   | 300         | 8.000              | 1.344         | Maputorivier       | KwaZoeloe-Natal                         | -                            |
| ex                      | ?                       | -                                         | Usuturivier                                   | Usuturivier                                   | Usuturivier                                   | Usuturivier                                   | Usuturivier                                   | (216)       |                    |               | Maputorivier       | Mpumalanga                              | Swaziland                    |
| ex                      | ?                       | Komatirivier                              | Komatirivier                                  | Komatirivier                                  | Komatirivier                                  | Komatirivier                                  | Komatirivier                                  | (480)       | (50.000)           | (111)         | Indische Oceaan    | Mpumalanga                              | Mozambique Swaziland         |
| -                       | ?                       | -                                         | Krokodilrivier (Mpumalanga)                   | Krokodilrivier (Mpumalanga)                   | Krokodilrivier (Mpumalanga)                   | Krokodilrivier (Mpumalanga)                   | Krokodilrivier (Mpumalanga)                   |             | 10.446             |               | Río Komati         | Mpumalanga                              | -                            |
| ex                      | ?                       | -                                         | Sabierivier                                   | Sabierivier                                   | Sabierivier                                   | Sabierivier                                   | Sabierivier                                   |             |                    |               | Komatirivier       | Mpumalanga                              | Mozambique                   |
| ex                      | 02                      | Limpopo                                   | Limpopo                                       | Limpopo                                       | Limpopo                                       | Limpopo                                       | Limpopo                                       | (1.750)     | (415.000)          | (170)         | Indische Oceaan    | Limpopo                                 | Botswana Mozambique Zimbabwe |
| -                       | ?                       | -                                         | Mokolorivier (of Mogol)                       | Mokolorivier (of Mogol)                       | Mokolorivier (of Mogol)                       | Mokolorivier (of Mogol)                       | Mokolorivier (of Mogol)                       |             | 8.837              | -             | Limpopo (rivier)   | Limpopo                                 | -                            |
| ex                      | 08                      | -                                         | Olifantsrivier (Limpopo) (Lepelle of Obalule) | Olifantsrivier (Limpopo) (Lepelle of Obalule) | Olifantsrivier (Limpopo) (Lepelle of Obalule) | Olifantsrivier (Limpopo) (Lepelle of Obalule) | Olifantsrivier (Limpopo) (Lepelle of Obalule) | (560)       | (54.570)           |               | Limpopo (rivier)   | Mpumalanga Limpopo                      | Mozambique                   |
| -                       | 21                      | -                                         | Luvuvhurivier                                 | Luvuvhurivier                                 | Luvuvhurivier                                 | Luvuvhurivier                                 | Luvuvhurivier                                 | 200         | 4.826              | -             | Limpopo (rivier)   | Limpopo                                 | -                            |
| -                       | 12                      | -                                         | Sandrivier                                    | Sandrivier                                    | Sandrivier                                    | Sandrivier                                    | Sandrivier                                    | 350         | 15.630             | -             | Limpopo (rivier)   | Limpopo Mpumalanga                      | -                            |
| -                       | ?                       | -                                         | Nylrivier                                     | Nylrivier                                     | Nylrivier                                     | Nylrivier                                     | Nylrivier                                     |             | -                  | -             | Limpopo (rivier)   | Limpopo                                 | -                            |
| -                       | ?                       | -                                         | Mogalakwenarivier                             | Mogalakwenarivier                             | Mogalakwenarivier                             | Mogalakwenarivier                             | Mogalakwenarivier                             |             | 19.195             | -             | Limpopo (rivier)   | Limpopo                                 | -                            |
| -                       | ?                       | -                                         | Krokodilrivier (Limpopo)                      | Krokodilrivier (Limpopo)                      | Krokodilrivier (Limpopo)                      | Krokodilrivier (Limpopo)                      | Krokodilrivier (Limpopo)                      |             | 29.572             | -             | Limpopo (rivier)   | Gauteng Noordwest Limpopo               | -                            |
| -                       | ?                       | -                                         | Maricorivier (of Madikwe)                     | Maricorivier (of Madikwe)                     | Maricorivier (of Madikwe)                     | Maricorivier (of Madikwe)                     | Maricorivier (of Madikwe)                     |             | (13.208)           | -             | Limpopo (rivier)   | Noordwest Limpopo                       | -                            |

| Kleurenkaart stroomgebieden |                 |               |                     |
| Atlantische Oceaan          | Indische Oceaan | Andere landen | Endoreïsche bekkens |
|                             |                 |               |                     |